# Iryna Netreba
Iryna Petriwna Netreba (ukr. Ірина Петрівна Нетреба; ur. 26 kwietnia 1991 roku) – ukraińska i od 2012 roku azerska zapaśniczka walcząca w stylu wolnym. Brązowa medalistka mistrzostw świata w 2018 i piąta w 2015. Piąta na igrzyskach europejskich w 2015 i dwunasta w 2019. Wicemistrzyni Europy w Vantaa 2014; piąta w 2019 i 2021. Piąta w Pucharze Świata w 2015 i ósma 2012. Trzecia na uniwersjadzie w 2013. Mistrzyni Europy juniorów w 2008 roku.